# Kag
En kag er en skampæl eller en høj, bred, sokkelagtig opbygning på byens torv, hvor småtyve og "letlevende kvinder" blev pisket offentligt (kagstrygning). Kagstrygning var en ofte anvendt straf i middelalderen og blev anvendt op i 1800-tallet.
Fænomenet er kendt i Tyskland fra det 13. århundrede.

## Kagstrygning i Danmark
Kagstrygningen blev i Danmark udført af bødlen og bestod i henhold til kongelig forordning af 27 slag med 9 forskellige ris; tre slag med hver. Slagene blev givet på den dømtes ryg. Kagstrygningen kunne suppleres med brændemærkning af den dømte. Afhængig af forbrydelsen skete brændemærkning i panden, på kinden eller på ryggen. Brændemærkningen gav et mærke med enten en galge eller et hjul, hvilket symboliserede, at den dømte med kagstrygningen og brændemærkningen var sluppet for at blive hængt eller henrettet og liget placeret på hjul og stejle.
Kagstrygning medførte altid tab af den kagstrøgnes ære, hvilket for velanskrevne borgere var et væsentligt element i straffen, idet en æreløs person var udstødt at samfundet. For personer, der i forvejen var æresløse (eksempelvis prostituerede, natmænd) var denne del af straffen uden betydning. Det skete dog ofte, at den kagstrøgne blev forvist fra byen efterfølgende, hvilket i det feudale samfund var en særdeles indgribende straf, idet den udstødte og æreløse person i så fald måtte holde til uden for byen.
Kagstrygning er omtalt i Christian 5.'s Danske Lov fra 1683, hvor kagstrygning bl.a. foreskrives som straf for "berøgtede Qvindfolk" (dvs. prostituerede eller kvinder der åbent var seksuelt aktive udenfor ægteskab), der for tredje gang er blevet "skændet". Kagstrygning var også straffen for at opgive og efterlade et lille barn, for tyveri, rufferi og bordeldrift. Ved Struensees forordning af 27. april 1771 blev dødsstrafen afskaffet for tyveri, og kagstrygning blev herefter den almindelige straf for tyveri.
Kagstrygning bortfaldt i 1840 for tyverisager og blev endeligt afskaffet i Danmark med straffeloven af 1866, der begrænsede brugen af korporlig afstraffelse i Danmark. I årene op til den endelige afskaffelse blev kagstrygning dog kun sjældent benyttet i Danmark.
Københavns kag stod i mange år på Nytorv, hvor dens placering i dag er synlig som en lille forhøjning i brolægningen. De øvrige danske købstæder havde ligeledes en kag, hvor kagstrygning fandt sted.

## Galleri
- Kagstrygning i 1868 i Østrig af kvinde, der har myrdet sin mand.
- En kag i Enzersdorf im Thale.
- En kag i Italien.
- Kag på Cap Verde.
- Kag i Breslau (Wrocław).
- Kag fra Grüssau (Krzeszów).
- Kagmanden (de) på Torvet i Tønder er en kopi af originalen fra 1699 på Kulturhistorie Tønder.